# Roberto Inglese
Roberto Inglese (Lucera, 12 novembre 1991) è un calciatore italiano, attaccante della Salernitana.

## Biografia
È nato a Lucera da genitori abruzzesi ma ha origini siciliane. Successivamente è cresciuto a Vasto, in Abruzzo. Viene soprannominato "Bobby English" dai tifosi.

## Caratteristiche tecniche
È un centravanti forte fisicamente e dotato di ottima tecnica individuale. Possiede una notevole elevazione alla quale abbina precisione e potenza nei colpi di testa; nonostante la stazza fisica possiede buona agilità nel dribbling e ha un efficace tiro dalla distanza. È uno specialista nel gioco di spalle alla porta (nel fare salire la squadra e giocare di sponda), nei ripiegamenti difensivi ma anche nella finalizzazione (essendo dotato di buona freddezza). È un attaccante in grado anche di giocare per la squadra e per il gruppo.

## Carriera

### Club

#### Gli inizi
Cresciuto nelle giovanili del Pescara, in cui ha fatto il proprio ingresso a 14 anni, segna il suo primo gol da professionista in maglia biancoazzurra contro il Ravenna, il 7 marzo 2010, siglando il momentaneo vantaggio (la partita finirà 1-1 con pareggio di Piovaccari). In Serie B debutta nella gara Pescara-Siena, terminata 1-1, il 22 agosto 2010 (sarà la sua unica presenza in Serie B con i biancoazzurri). Il 28 agosto dello stesso anno viene tesserato dal Chievo, per poi venir ceduto in prestito al Lumezzane dove gioca per 3 anni: in questo arco di tempo disputa 84 gare e mette a segno 21 reti, tra Lega Pro (80 presenze e 16 reti) e Coppa Italia di Lega Pro (4 presenze e 5 reti). Trascorre le due stagioni successive in Serie B, venendo dato in prestito al neopromosso Carpi. Nella stagione 2013-2014 segna 2 gol in 22 presenze. Il 7 settembre 2013 realizza, allo Stadio Picco contro lo Spezia, il 2-0 che certifica la prima vittoria del Carpi in Serie B. Nella stagione 2014-2015, con 6 reti (tutte nel girone d'andata) in 26 presenze, mette la firma sulla storica promozione dei biancorossi in Serie A. Il 22 novembre 2014, dopo essere entrato al 75' al posto di Concas, segna all'87' e al 92' su rigore una doppietta al Rigamonti contro il Brescia che permette alla sua squadra, ridotta in nove uomini per le espulsioni di Suagher e Bianco, di pareggiare incredibilmente da 3-1 a 3-3.

#### Chievo
Terminati i due anni di prestito alla squadra biancorossa, ritorna al Chievo con cui esordisce in Serie A il 20 settembre 2015 nella partita Chievo-Inter, finita 0-1. Segna il suo primo gol in Serie A il 2 novembre 2015 contro la Sampdoria in cui sigla il definitivo 1-1, per poi ripetersi due giornate dopo nel match contro l'ex-squadra Carpi (vinto dai clivensi) e nella successiva Chievo-Udinese 2-3, in cui realizza un gol da 25 metri con un potente tiro in girata.
Il 13 maggio 2016 rinnova col club scaligero fino al 2020. Il 26 novembre 2016 Inglese accorcia le distanze con il Torino segnando il gol dell'1-2 di testa su calcio d'angolo. Poco dopo arriva una doppietta in Coppa Italia, nel match contro il Novara. Il 12 febbraio 2017, nonostante un iniziale rigore sbagliato, il giocatore vastese segna la sua prima tripletta in carriera, nel match in trasferta contro il Sassuolo terminato 3-1 per il Chievo. Con la doppietta siglata ai danni della Roma il 20 maggio 2017 (match finito 5-3 per i giallorossi), Inglese ritorna alle dieci marcature stagionali in campionato (dopo quattro stagioni) siglando anche il suo personale record di prolificità in una stagione di Serie A.
Il 31 agosto 2017 viene acquistato per 11 milioni di euro dal Napoli, che lo lascia in prestito alla società clivense fino al 30 giugno 2018. La nuova stagione parte alla grande per lui, che sigla la prima rete in campionato della sua squadra a Udine aprendo le marcature grazie a uno splendido colpo di testa. Il risultato finale premierà il Chievo, che uscirà dalla Dacia Arena vittorioso per 2-1. Il 22 ottobre realizza una doppietta nel derby contro il Verona. Per Inglese si tratta dei primi gol nel derby della Scala. Conclude il campionato con 12 gol segnati contribuendo alla salvezza della squadra.

#### Parma e prestito al Lecco
Dopo aver terminato il prestito con il Chievo ed essere quindi ritornato al Napoli, il 14 agosto 2018 Inglese passa al Parma con la formula del prestito oneroso con diritto di riscatto e controriscatto. Esordisce con i gialloblù il 19 agosto seguente, nel match d'avvio di campionato contro l'Udinese, siglando anche la sua prima rete con gli emiliani. Nonostante la stagione con il club crociato sia segnata da qualche infortunio di troppo, contribuisce alla salvezza della squadra emiliana con 9 reti segnate in 25 presenze. Il 16 luglio 2019 il Parma rinnova il prestito introducendo la formula dell'obbligo di riscatto: 2 milioni di euro il costo del prestito, con riscatto fissato a 18 milioni più 2 di bonus. Il calciatore firma con gli emiliani un contratto quinquennale.
La stagione successiva trova meno spazio a causa due infortuni, giocando nelle prime giornate per poi tornare in campo (salvo una parentesi a gennaio, culminata con il secondo infortunio) il 12 luglio 2020 nel derby contro il Bologna, completando la rimonta dei crociati tramite la rete del 2-2 da lui realizzata al 95'.
Dopo una prima parte di stagione priva di presenze, il 1º febbraio 2024 viene ceduto in prestito al Lecco. Il 5 maggio segna la sua prima e unica rete, riducendo le distanze nella sconfitta per 4-1 in casa del Brescia.

#### Catania
Rimasto svincolato, il 30 agosto 2024 viene tesserato dal Catania, in Serie C. Dopo aver esordito alla 2ª giornata in casa contro il Benevento alla 3ª realizza la sua prima rete in maglia rossazzurra contro la Juventus Next Gen. Complessivamente segna 14 gol in stagione di cui tre realizzati ai play-off.

#### Salernitana
Il 4 luglio 2025 viene ingaggiato a parametro zero dalla Salernitana.

### Nazionale
Nella prima parte dell'anno 2017, Ventura lo convoca per degli stage di valutazione sui giocatori emergenti di Serie A. Il 1º ottobre 2017 viene convocato in nazionale, in sostituzione dell'infortunato Andrea Belotti, per le partite di qualificazione ai mondiali 2018 contro la Macedonia e l'Albania.

## Statistiche

### Presenze e reti nei club
Statistiche aggiornate al 17 agosto 2025.
| Stagione         | Squadra          | Campionato       | Campionato | Campionato | Coppe nazionali | Coppe nazionali | Coppe nazionali | Coppe continentali | Coppe continentali | Coppe continentali | Altre coppe | Altre coppe | Altre coppe | Totale | Totale |
| Stagione         | Squadra          | Comp             | Pres       | Reti       | Comp            | Pres            | Reti            | Comp               | Pres               | Reti               | Comp        | Pres        | Reti        | Pres   | Reti   |
| ---------------- | ---------------- | ---------------- | ---------- | ---------- | --------------- | --------------- | --------------- | ------------------ | ------------------ | ------------------ | ----------- | ----------- | ----------- | ------ | ------ |
| 2008-2009        | Pescara          | 1D               | 3          | 0          | CI-LP           | -               | -               | -                  | -                  | -                  | -           | -           | -           | 3      | 0      |
| 2009-2010        | Pescara          | 1D               | 3          | 1          | CI-LP           | -               | -               | -                  | -                  | -                  | -           | -           | -           | 3      | 1      |
| lug.-ago. 2010   | Pescara          | B                | 1          | 0          | CI              | 1               | 0               | -                  | -                  | -                  | -           | -           | -           | 2      | 0      |
| Totale Pescara   | Totale Pescara   | Totale Pescara   | 7          | 1          |                 | 1               | 0               |                    | -                  | -                  |             | -           | -           | 8      | 1      |
| set. 2010-2011   | Lumezzane        | 1D               | 20         | 0          | CI-LP           | 1               | 1               | -                  | -                  | -                  | -           | -           | -           | 21     | 1      |
| 2011-2012        | Lumezzane        | 1D               | 20         | 5          | CI+CI-LP        | 2+3             | 3+1             | -                  | -                  | -                  | -           | -           | -           | 25     | 9      |
| 2012-2013        | Lumezzane        | 1D               | 30         | 11         | CI+CI-LP        | 2+1             | 2+0             | -                  | -                  | -                  | -           | -           | -           | 33     | 13     |
| Totale Lumezzane | Totale Lumezzane | Totale Lumezzane | 70         | 16         |                 | 9               | 7               |                    | -                  | -                  |             | -           | -           | 79     | 23     |
| 2013-2014        | Carpi            | .B               | 22         | 2          | CI              | -               | -               | -                  | -                  | -                  | -           | -           | -           | 22     | 2      |
| 2014-2015        | Carpi            | B                | 26         | 6          | CI              | 1               | 0               | -                  | -                  | -                  | -           | -           | -           | 27     | 6      |
| Totale Carpi     | Totale Carpi     | Totale Carpi     | 48         | 8          |                 | 1               | 0               |                    | -                  | -                  |             | -           | -           | 49     | 8      |
| 2015-2016        | Chievo           | A                | 26         | 3          | CI              | 0               | 0               | -                  | -                  | -                  | -           | -           | -           | 26     | 3      |
| 2016-2017        | Chievo           | A                | 34         | 10         | CI              | 3               | 2               | -                  | -                  | -                  | -           | -           | -           | 37     | 12     |
| 2017-2018        | Chievo           | A                | 34         | 12         | CI              | 2               | 1               | -                  | -                  | -                  | -           | -           | -           | 36     | 13     |
| Totale Chievo    | Totale Chievo    | Totale Chievo    | 94         | 25         |                 | 5               | 3               |                    | -                  | -                  |             | -           | -           | 99     | 28     |
| 2018-2019        | Parma            | A                | 25         | 9          | CI              | -               | -               | -                  | -                  | -                  | -           | -           | -           | 25     | 9      |
| 2019-2020        | Parma            | A                | 17         | 4          | CI              | 2               | 0               | -                  | -                  | -                  | -           | -           | -           | 19     | 4      |
| 2020-2021        | Parma            | A                | 14         | 0          | CI              | 0               | 0               | -                  | -                  | -                  | -           | -           | -           | 14     | 0      |
| 2021-2022        | Parma            | B                | 24         | 3          | CI              | 1               | 0               | -                  | -                  | -                  | -           | -           | -           | 25     | 3      |
| 2022-2023        | Parma            | B                | 24         | 4          | CI              | 2               | 0               | -                  | -                  | -                  | -           | -           | -           | 26     | 4      |
| 2023-feb. 2024   | Parma            | B                | -          | -          | CI              | -               | -               | -                  | -                  | -                  | -           | -           | -           | 0      | 0      |
| Totale Parma     | Totale Parma     | Totale Parma     | 104        | 20         |                 | 5               | 0               |                    | -                  | -                  |             | -           | -           | 109    | 20     |
| feb.-giu. 2024   | Lecco            | B                | 14         | 1          | -               | -               | -               | -                  | -                  | -                  | -           | -           | -           | 14     | 1      |
| 2024-2025        | Catania          | C                | 27+4       | 11+3       | CI+CI-C         | 0               | 0               | -                  | -                  | -                  | -           | -           | -           | 31     | 14     |
| 2025-2026        | Salernitana      | C                | -          | -          | CI-C            | 1               | 1               | -                  | -                  | -                  | -           | -           | -           | 1      | 1      |
| Totale carriera  | Totale carriera  | Totale carriera  | 364+4      | 82+3       |                 | 22              | 11              |                    | -                  | -                  |             | -           | -           | 390    | 96     |

## Palmarès

### Club
- Campionato italiano di Serie B: 1

Carpi: 2014-2015